# 2024年夏季奥林匹克运动会开幕式

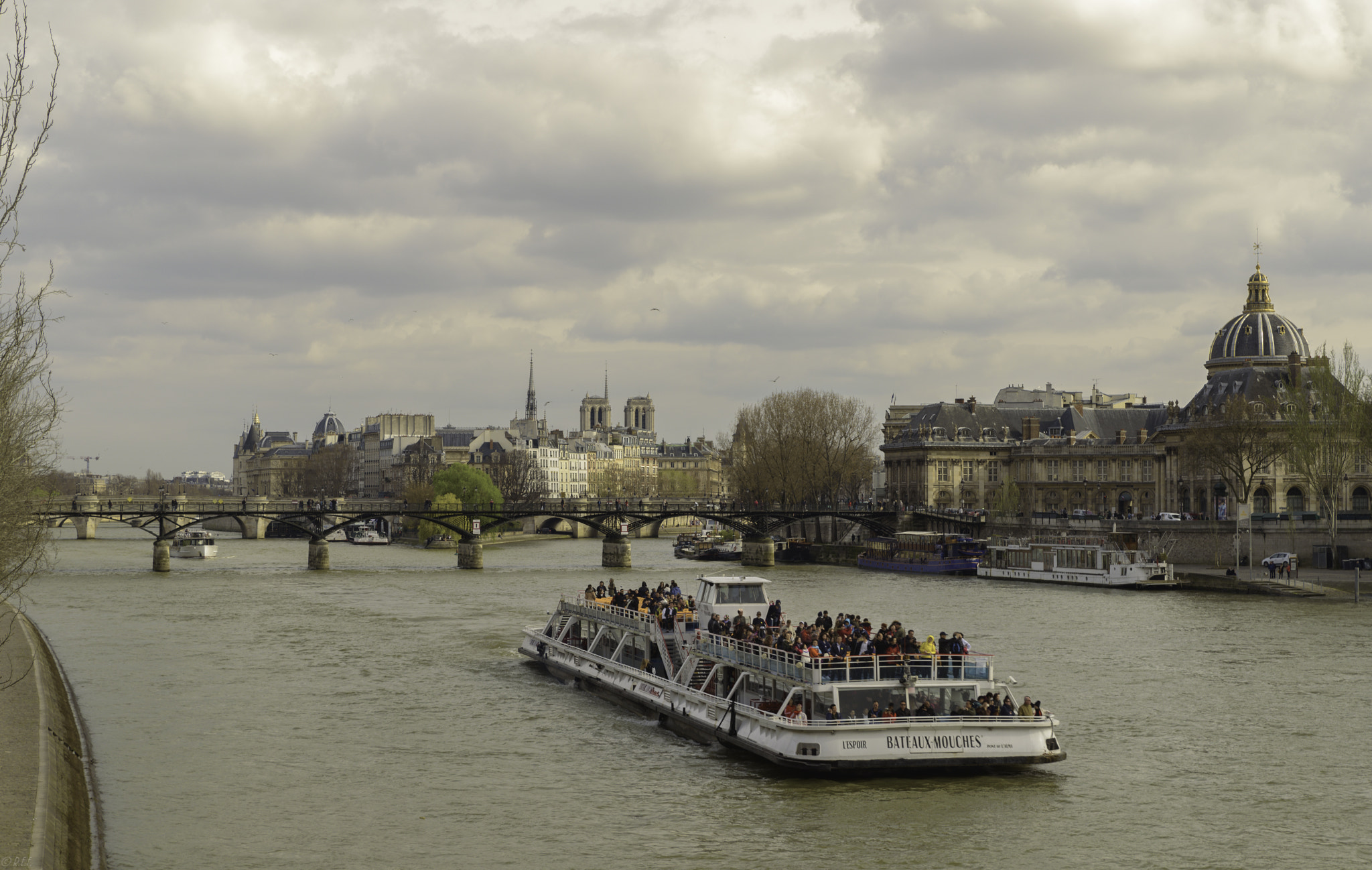
開幕典禮的主要舉辦地點：塞纳河

2024年夏季奥林匹克运动会开幕式（法語：Cérémonie d'ouverture des Jeux olympiques d'été de 2024）于2024年7月26日晚上7点30分在法国首都巴黎举行，为奥运开幕禮第一次在户外举行。来自206个代表团的10500名运动员乘坐船只从巴黎植物园附近的奥斯特利茨桥，沿着塞纳河巡游，最终抵达艾菲爾鐵塔对面的特罗卡德罗广场，主火炬塔则设在杜樂麗花園。

## 准备工作
筹备工作预计在2023年底完成，一部分环节的彩排在其他场馆空场进行，其他则在典礼现场举行。对于现场彩排的部分，赛事的品牌、创意及参与执行总监蒂埃里·雷布尔（Thierry Reboul）称是“烟雾弹”。首轮摄像机调试于2023年9月完成，预计会有130个机位转播典礼。塞纳河沿岸会有80块大型屏幕转播典礼实况。典礼由戏剧演员、导演托马·若利组织，是阿根廷布宜诺斯艾利斯2018年夏季青年奧林匹克運動會以来，奥运开幕禮首次搬出奥林匹克体育场举行。
巴黎奥组委一开始估计有50万人免费到场观礼，另有10万人在塞纳河下层看台付费观礼，总人数高达60万人。然而，在法國體育部長阿梅莉·乌代亚-卡斯泰拉的建议下，组委会将付费区人数缩减为30万到40万，后来出于安保及交通考虑，再减到30万人以内。2023年12月底，由于安保团队倾向在体育场举行典礼，方便安保工作，人数被进一步压缩。看台从法國國家圖書館延伸至埃菲尔铁塔。
公众将在塞纳河两岸排队，坐在塞纳河上下游，以及横跨塞纳河的支流的看台上，看台全长6（3.7英里）。大约有6000到8000名工作人员参与到典礼，其中包括在典礼前夕到场维安的安保人员。共有2000名舞蹈人员参与演出，另外有4.5万人在海陆空进行表演。此外，大约2000名安保人员负责监视付费区入口的大帐篷，以及在高架码头上监视游行路线。
2023年5月，开幕禮门票正式发售，是奥运开幕禮门票第一次以抽签形式销售，票价为90欧元（约合80英镑、99美元）到2700欧元（约合2390英镑、2960美元）不等，2700欧元是整个巴黎奥运会最贵的票价。
运动员游船进场是开幕禮的一大亮点，届时有将近160艘船只负责运送参赛选手及后勤保障人员。2023年4月，42家经营游船业务的公司承诺提供116艘船只，其中98%为巴黎公司。
2024年2月，消息指开幕禮观众人数将从60万人削减到30万人，其中10万人为付费观众，20万人为免费观众。同年3月，开幕式门票数目公布，为32.6万张，10.4万张为前排的付费座位，22.2万张为中排及后排免费座位。免费票分三轮发放，对象为生活在贫困地区的低收入家庭、体育运动人士、年轻人、奥运会组织者，包括商贩及市政工作人员。按照此前方案，游客不在免费票发放范畴。
开幕式全程彩排原定于2024年6月24日进行，因塞纳河水流过强推迟，延至7月16日。

### 安保措施
虽然2022年俄羅斯入侵烏克蘭和2023年10月巴以冲突导致全球安全局面不稳，法国政府与巴黎奥组委都没有改变计划的打算，认为“A方案已经考虑到各种威胁”。法国体育部长阿梅莉·乌代亚-卡斯泰拉在接受商业调频电视台采访时表示，当局正在密切留意局势，也一直在调整方案，希望原本的计划不会改变。2023年12月，总统马克龙表示，当局已经为开幕典礼设想了各种突发情况，在出现重大安全事件的情况下，仪式会在塞纳河以外的地方举行。巴黎奥组委表示已经“针对所有已知的风险场景制定对策，包括热浪、网络攻击，开幕禮自然也不会例外”。2024年4月，马克龙表示，为应对避免恐怖主义威胁，会有B计划（搬到特罗卡德罗广场），甚至C计划（在法兰西体育场举行）。
2024年4月，当局表示对塞纳河沿岸的建筑物采取额外的反恐措施，毗邻塞纳河的区域、地铁站及博物馆（卢浮宫、奥赛宫和裝飾藝術博物館）会临时关闭。
从2024年7月8日（离开幕禮还有18天）塞纳河桥梁关闭开始，至7月18日（离开幕禮还有8天），开幕式现场塞纳河沿岸将临时封闭，封闭区内禁止机动车及外来人员进入，进入人员须凭通行证入场。奥运会举行期间，当局共出动多达7.5万名警察、士兵和雇佣警卫在巴黎巡逻。

## 典礼主创团队

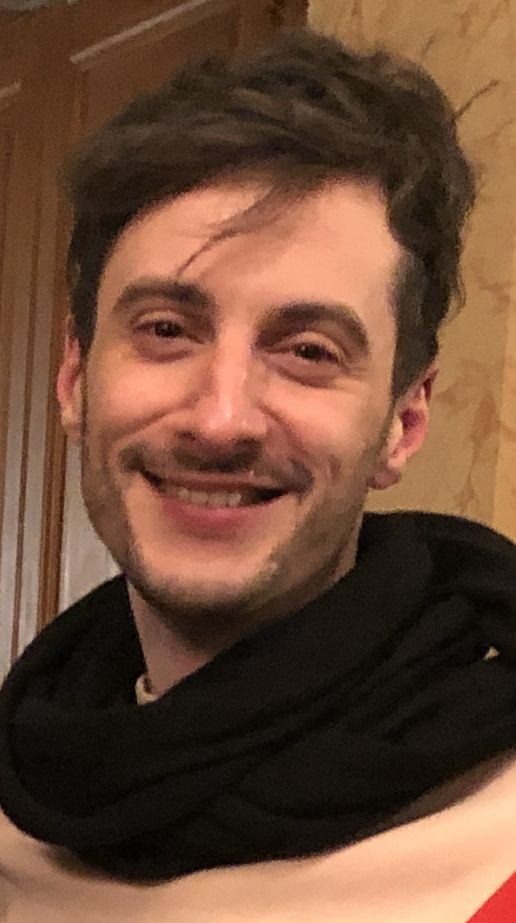
开幕典礼的艺术总监托马斯·若利

- 艺术总监：托马斯·若利（英语：Thomas Jolly (artist)）[22]
- 音乐总监：维克托·勒马斯内（法语：Victor Le Masne）[23]
- 舞蹈总监、编舞：莫德·勒普拉德克（法语：Maud Le Pladec）[23]
- 造型及服装总监：达芙妮·布尔基（英语：Daphné Bürki）[24]
- 首席服装设计师：奥利维尔·贝里奥（英语：Olivier Bériot）[24]
- 编剧：帕特里克·宝诗龙（英语：Patrick Boucheron）[25][26]、达米安·加布里亚克（Damien Gabriac）[26]、范妮·埃雷罗（英语：Fanny Herrero）[26]、莱拉·斯利玛尼（英语：Leïla Slimani）[26]

## 典礼流程

### 节目
场馆于 17:30 开放入场，开幕式于两小时后 19:30 开始。 开幕式大部分时间都在雨中进行，这是自1952年赫尔辛基奥运会开幕式以来，夏季奥运会开幕式首次在雨中举行。

### 游船入场
来自206个代表团的10500名运动员乘坐160艘驳船入场。游船路线贯彻塞纳河，全场6公里。船队从巴黎植物园附近的奥斯特利茨桥，穿越横跨塞纳河的八座桥梁，依次经过巴黎聖母院、卢浮宫、奥赛博物馆、盧克索方尖碑、巴黎大皇宫、荣军院、艾菲爾鐵塔等巴黎地标，穿过西岱岛和聖路易島，最终在耶拿桥靠岸，抵达艾菲爾鐵塔对面的特罗卡德罗广场，参加官方仪式。游船仪式预计长达三个半小时。
有別於以往運動員進場儀式由希臘至主辦國之間無間斷地進行到尾，今屆運動員進場儀式由國家代表隊進場與文藝表演間不斷穿插。即進場了一定數量的國家代表隊後就會進行下一章的文藝表演，該章文藝表演完結後就會再進行新一輪的國家代表隊進場，直至主辦國法國完成進場為止。

### 文艺表演

#### 序章

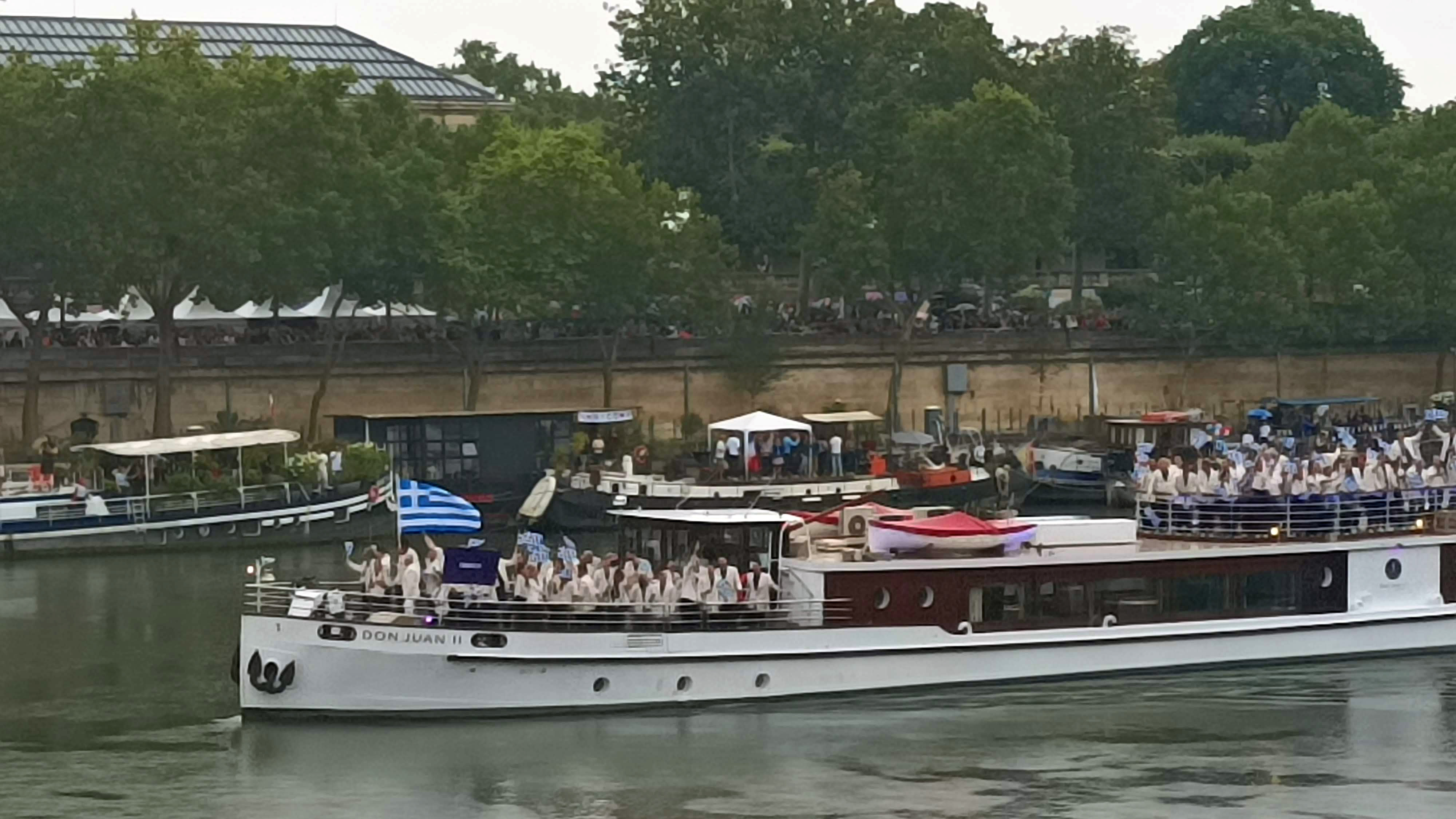
希腊代表团入场

演出以一段富有幽默感的短片开场，喜剧演员賈梅·德布茲手持奥运圣火进入法兰西体育场，结果发现场内空无一人。随后法国足球运动员齐内丁·齐达内出场，提醒他开幕式不在体育场举行，并接过他手中的火炬。齐达内手持火炬跳入巴黎的地下，走入一辆的巴黎地鐵车厢，然因地铁抛锚而将火炬交给了一群孩子，孩子们带着火炬走入巴黎地下墓穴。之后圣火交给了一位头戴面纱的神秘人（有指是参考游戏《刺客教條：大革命》的主角），这位神秘人贯彻着整个文艺演出，在巴黎的大街小巷及建筑屋顶上跑酷。
晚上7点30分，代表法国国旗蓝白红三色的烟雾在奧斯特利茨橋炸开，运动员入场仪式正式开始，各国代表团乘坐大小不一的船只游览塞纳河，每艘船上有一幅紫色旗帜，上面以英文和法文展示代表团名称。按照往届惯例，希腊作为奥运发源地第一个入场，随后是难民代表团。

#### 第一幕：幸會（Enchanté）
巴林代表团出场后，演出进入第一幕“幸會”。美国流行歌手Lady Gaga出现在塞纳河岸边，演唱法国红磨坊歌剧名伶齐齐·让梅尔的代表作《我的羽毛》（Mon truc en plume）。
演唱结束后，运动员继续入场，从孟加拉国开始，至中国结束。入场仪式进行的同时，河上也出现带有法式花园浮雕的平台，有杂技演员在平台上扭动臀部。

#### 第二幕：同心（Synchronicité）
第二幕“同心”动用了420名演员，向巴黎聖母院重建团队，以及一些艺术品及手工艺品工匠致敬，向工匠致敬的表演在塞纳河上面的西岱岛进行。随后播放一段介绍本届奥运金银铜奖牌制作的短片，明星舞者纪尧姆·迪奥普、法国冬季两项运动员马丁·富尔卡德和美国游泳运动员迈克尔·菲尔普斯出现。

#### 第三幕：自由（Liberté）
第三幕“自由”向法国大革命致敬，再现了“断头王后”被斩首的场景，與电影《悲惨世界》插曲《Do You Hear the People Sing?》。法国死亡金属乐队Gojira出现在巴黎古监狱的露台，演奏法國大革命名曲《Ah! Ça ira》重金屬版本。随后法国歌剧演唱家玛丽娜·维奥蒂出现在塞纳河的船上，演唱乔治·比才歌剧《卡门》的经典选段《爱情是一只自由的鸟儿》。
之后出现了致敬象征性小众（LGBT和多邊戀）的场景，穿着鲜艳、象征1962年法国新浪潮电影《祖與占》主角的两男一女情侣走进法国国家图书馆，阅览近代及现代法国文学作品（先后出现的有保羅·魏爾倫著作《无字浪漫曲》、阿爾弗雷德·德·繆塞著作《勿以爱情为戏》、居伊·德·莫泊桑著作《俊友》、安妮·埃尔诺著作《单纯的激情》、蕾拉·斯利玛尼著作《性与谎言》、雷蒙·拉迪盖著作《魔鬼附身》、著作《危险关系》、莫里哀著作《华丽的情人》、皮耶·德·馬里沃著作《爱情的凯旋》）。随后走上一条螺旋楼梯，在楼梯上热情亲吻和拥抱。最后三人走进一个房间，其中一名角色将门关上，场景戛然而止。
此外，来自XY杂技团的演员，以及Gratte-Ciel马戏团的艺术家站在塞纳河桥梁的桅杆上摇摆，走钢丝表演者内森·保林也在露天表演节目。

#### 第四幕：平等（Egalité）
在法兰西学会（法兰西学术院）前的艺术桥上，法國共和國衛隊军乐团表演了夏尔·阿兹纳武尔代表作《For me formidable》。之后马里裔法国歌手阿雅·中村在一群身穿金色哑光衣服的舞蹈演员伴随下走上艺术桥簇，演唱她的歌曲《Pookie》。随后军乐团加入中村的表演，中村翻唱了《For me formidable》，又表演她的歌曲《Djadja》。

#### 第五幕：博爱（Fraternité）

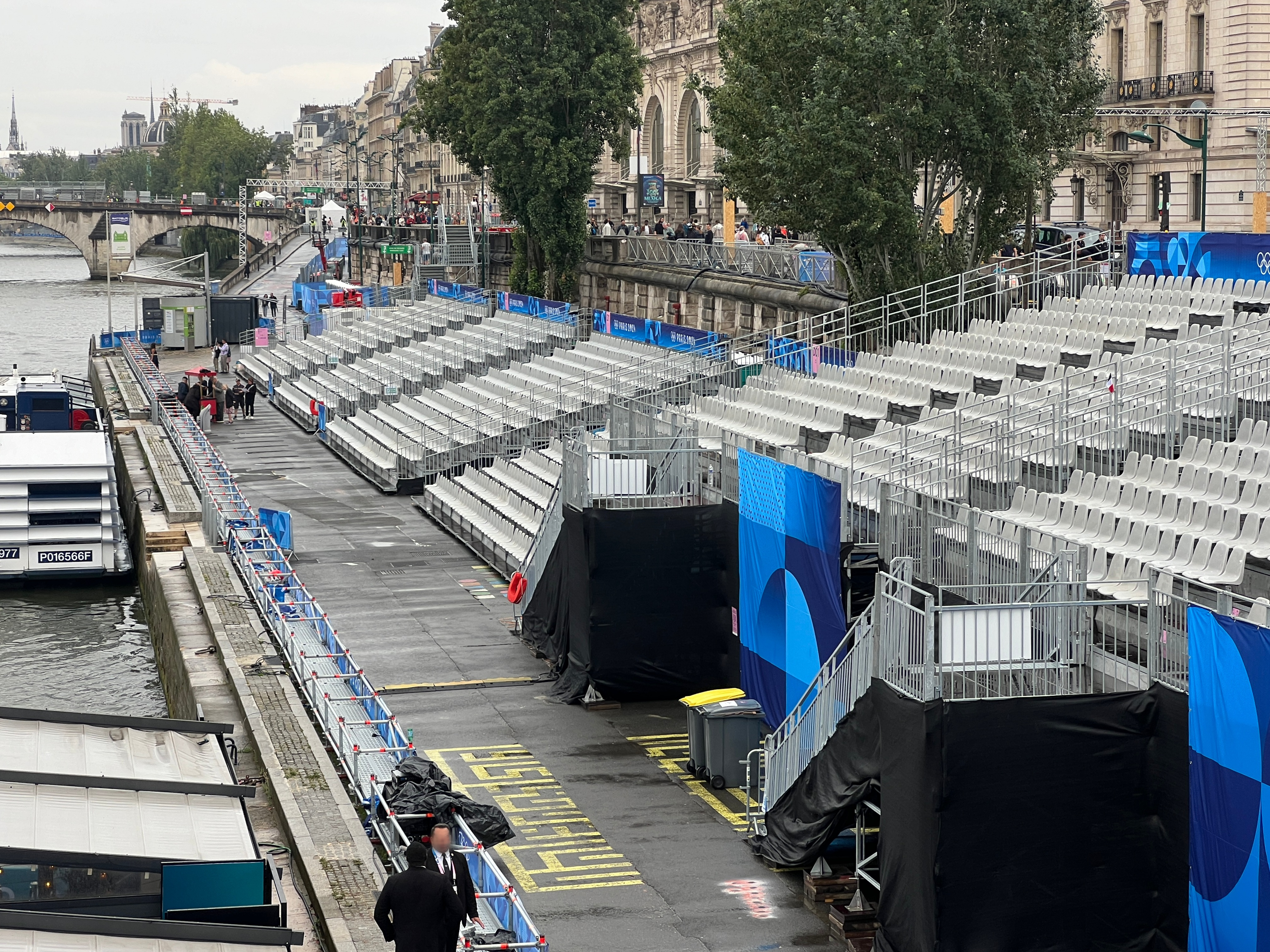
位于奥赛博物馆前的露天看台

第五幕“博爱”以卡米耶·聖桑的管弦乐《骷髏之舞》开始，之后随着镜头于卢浮宫展现了卢浮宫中的部分文物并再现了1911年《蒙娜丽莎》失窃事件。随后入场仪式继续，从塞浦路斯开始，到加蓬暂停。在瓢泼大雨中，钢琴演奏家亚历山大·坎托罗夫演奏了莫里斯·拉威爾的《水之嬉戏》，雨上打在三角钢琴的盖子上。之后入场仪式继续，从冈比亚开始，到牙买加告一段落。
随后表演来到奥赛博物馆，出现了电影先驱卢米埃尔兄弟和乔治·梅里爱的作品，之后是人气动画角色小小兵。镜头又转入水下，蒙娜丽莎从一艘潜艇逃脱，代表这幅画在1911年从卢浮宫失窃；这幅画出现在塞纳河水面。次女高音歌唱家阿克塞尔·圣西雷尔站在巴黎大皇宫屋顶，演唱了法国国歌《馬賽曲》，包括鲜为人知的第六段。

#### 第六幕：姊妹情（Sororité）
“姊妹情”展现了10位在各自领域有突出贡献的法国女性，她们的塑像在塞纳河两岸的柱子上缓缓升起。10名女性分别为奥兰普·德古热、艾丽丝·米利亚特、吉赛尔·哈利米、保莱特·纳尔达尔、珍妮·芭蕾、克里斯蒂娜·德·皮桑、路易丝·米歇尔、爱丽丝·盖伊、西蒙娜·韦伊和西蒙·德·波娃（塑像在表演中没有升起）。

#### 第七幕：体育精神（Sportivité）
随后入场仪式继续，从日本开始，至挪威结束。在一段芭蕾舞表演过后，现场演员表演杂技，展现本届新项目霹雳舞。波兰男高音歌唱家雅库布·约瑟夫·奥尔林斯基演唱让-菲利普·拉莫创作的巴洛克式咏叹调《Viens, Hymen》。说唱歌手Rim'K演唱歌曲《King》。

#### 第八幕：节庆（Festivité）

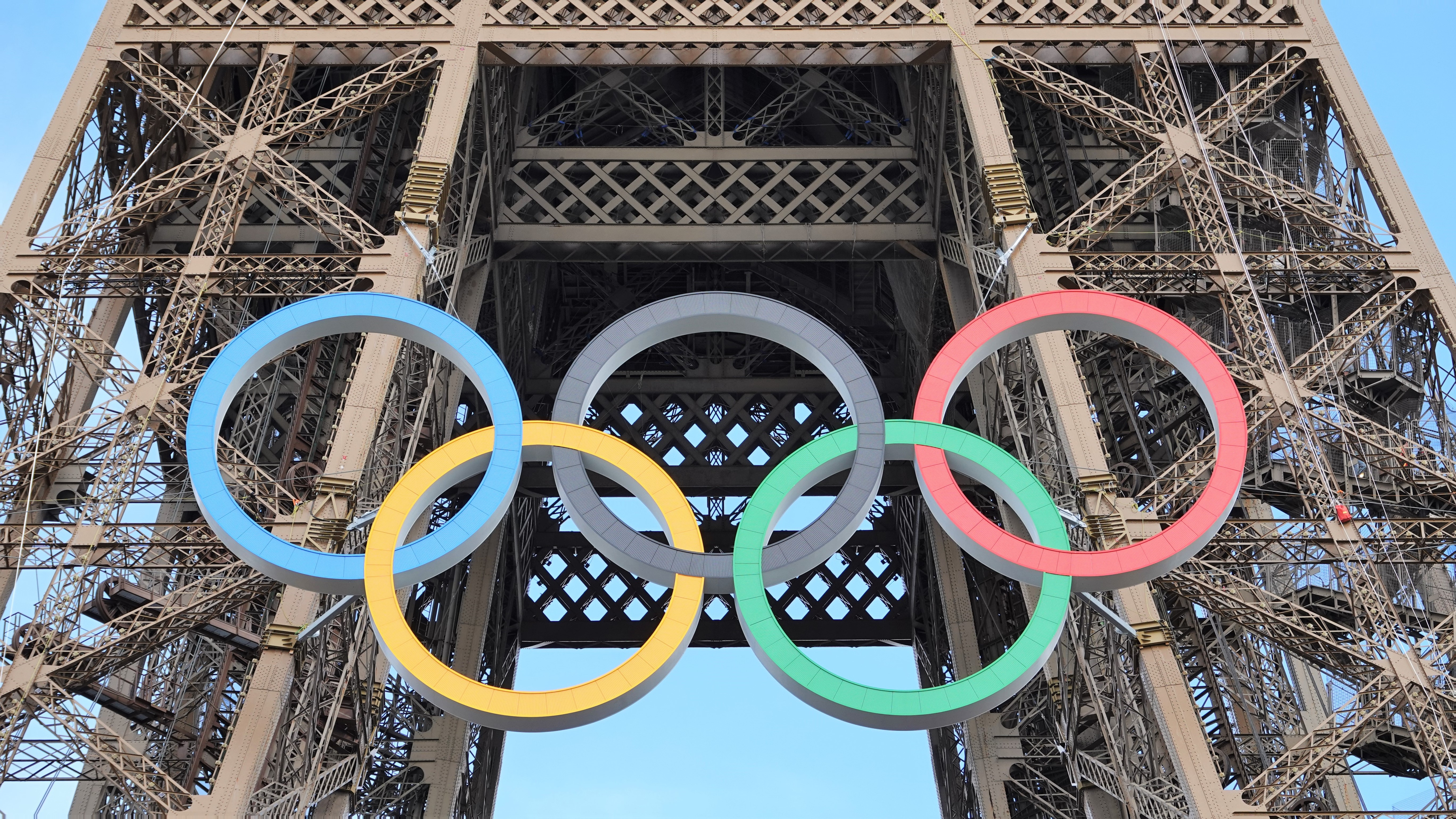
悬挂着奥林匹克五环的艾菲爾鐵塔

“节庆”向法国时装秀致敬，一场别样的时装走秀在德比利行人桥的临时T台上进行。走秀穿插运动员入场仪式，从新西兰开始。入场仪式临近尾声的时候，2032年夏季奥林匹克运动会主办国澳大利亚（布里斯班）和2028年夏季奥林匹克运动会主办国美国（洛杉矶）入场。
之后，蒙面火炬手穿过德比利行人桥。镜头转到大溪地，当地人民欢迎各国运动员参加在当地泰阿胡波奥举行的冲浪比赛。东道主法国伴随着《我爱你》和《Midnight City》出场。
在德比利人行天桥的水浸红毯上，一群演员伴随由DJ和LGBTQ+活动家芭芭拉·布奇混音（乐曲名单见下）的等法国及欧陆舞曲串烧开始走秀。并有无人机表演在埃菲尔铁塔周围组成欧盟旗帜的12颗星以致敬欧盟。在一艘设有LED地面舞池的驳船上，一群包括妮姬·娃娃、帕洛玛、Piche在内的變裝皇后在德比利行人桥上走秀，以及包括Germain Louvet、Electro Street、Giselle Palmer在内的舞蹈家伴舞；Jr Maddrippg和Adeline表演了街头舞蹈Krump；Mazelfreten和La Bourrée舞团表演了法國中央高原的传统布雷舞。走秀的最后，身穿蓝色紧身衣服的菲利普·凯特林躺在T台中央，扮演狄俄倪索斯演唱本人创作歌曲《Nu》；其他变装皇后聚拢在他周围，站位致敬了讓·范·拜勒特名画《諸神的盛宴》。
- Serge Gainsbourg – "Initials B.B."
- Richard Sanderson – "Reality"
- Chagrin d'amour – "Chacun fait (c'qui lui plaît)（法语）"
- Dalida – "Monday Tuesday... Laissez moi danser"
- Patrick Hernandez – "Born to Be Alive"
- Claude François – "Magnolias for Ever（法语）"
- Cerrone – "Give Me Love"
- Les Rita Mitsouko – "Marcia Baila"
- Jacques Offenbach – Orpheus in the Underworld performing the can-can by Moulin Rouge dancers
- Cassius – "I Love U So"
- Erik Satie – "Gymnopédie no 1"
- France Gall and Michel Berger – "Ça balance pas mal à Paris（法语）"
- Les Rita Mitsouko – "Andy"
- Diam's – "DJ（法语）"
- Bibi Flash – "Histoire d'1 soir"
- Sheila – "Spacer（法语）"
- Modjo – "Lady (Hear Me Tonight)"
- Alan Braxe and Fred Falke – "Intro（法语）"
- David Guetta – "Love Don't Let Me Go"
- Daniel Balavoine – "L'Aziza"
- Véronique Sanson – "Chanson sur ma drôle de vie（法语）"
- Ottawan – "D.I.S.C.O."
- France Gall – "Besoin d'amour（法语）"
- Stardust – "Music Sounds Better with You"
- Jupiter（法语） and Kassav' – "Kass Limon"
- Claude François – "Alexandrie Alexandra"
- Justice – "D.A.N.C.E."
- DJ Mehdi - "Signatune (Thomas Bangalter Edit)"
- Johnny Hallyday – "Que je t'aime"
- Michel Polnareff – "Lettre à France"
- M83 – "Midnight City"
- 歐洲合唱團 -《The Final Countdown（法语：The Final Countdown (chanson)）》
- Gala（英语：Gala (singer)） -《Freed from Desire（英语：Freed from Desire）》
- Da Hool（英语：Da Hool） -《Meet Her at the Love Parade（英语：Meet Her at the Love Parade）》
- Black Box（英语：Black Box (band)） -《Ride on Time（英语：Ride on Time）》
- La Bouche（英语：La Bouche） -《Be My Lover（英语：Be My Lover (La Bouche song)）》
- 妮姬·娃娃（英语：Nicky Doll） -《I Had a Dream》
- 吉吉·达戈斯蒂诺（英语：Gigi D'Agostino） -《Bla Bla Bla（英语：Bla Bla Bla (Gigi D'Agostino song)）》
- 爱德华·玛雅和維卡·吉古麗娜 -《Stereo Love（英语：Stereo Love）》
- Darude -《Sandstorm（英语：Sandstorm (instrumental)）》
- Ice MC（英语：Ice MC (rapper)） -《It's a Rainy Day（英语：It's a Rainy Day）》
- 米蓮·法莫 -《Désenchantée（英语：Désenchantée）》
- 菲利普·凯特琳（英语：Philippe Katerine） -《Louxor, j'adore》
- 菲利普·凯特琳（英语：Philippe Katerine） -《Nu（法语：Nu (chanson)）》

#### 第九幕：黑暗（Obscurité）
音乐的氛围变得更加阴暗，驳船上的舞者也变得更加狂热。驳船的LED地面闪烁着各种气候灾难的组接画面，包括干旱、洪水和森林火灾，最后舞者们逐一倒下。在黑暗的笼罩下，朱丽叶·阿玛内特在塞纳河的礁筏上演唱约翰·列侬的歌曲《Imagine》，向全世界传递和平的信号。朱丽叶身旁有钢琴演奏家索菲安·帕马特弹琴伴奏，钢琴的顶盖有火焰燃起。

#### 第十幕：团结（Solidarité）

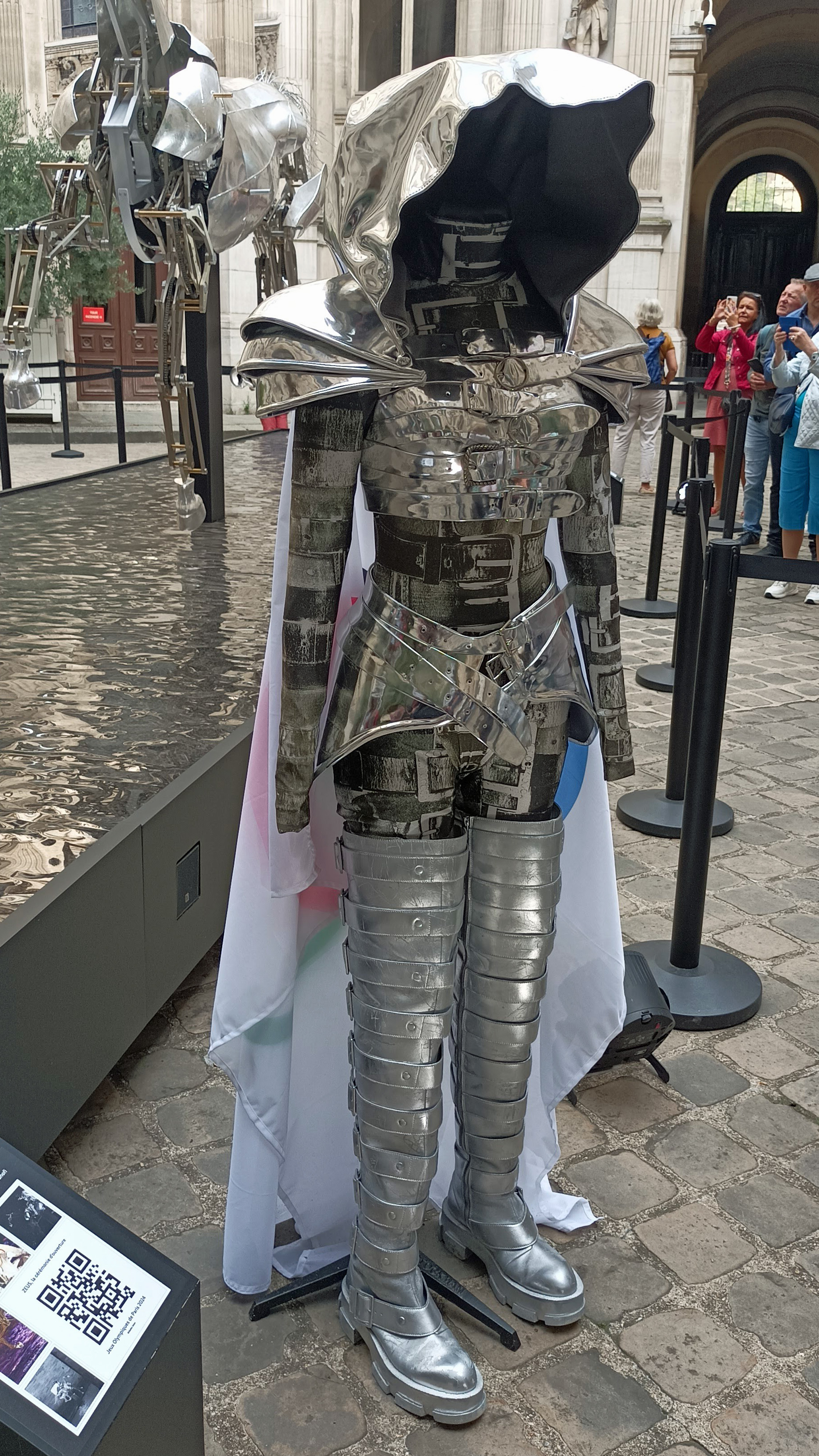
会后展出的金属女骑士服装

之后，一位身穿银衣的女骑士骑着一匹金属马，是法国女英雄圣女贞德以及塞纳河女神塞夸纳的化身，象征女性抵抗暴力的力量以及对自由解放的渴望。她披着五环旗踏沿塞纳河，传递奥林匹克精神。镜头穿插介绍奥运会历史的短片，出现了现代奥运会之父皮埃尔·德·顾拜旦，以及历届奥运会的珍贵历史片段。之后女骑士来到埃菲尔铁塔下方的特罗卡德罗广场，在各代表团旗帜的簇拥下，来到广场艾尔菲铁塔形状平台右侧的旗杆处，将奥运会旗交给旗杆下的升旗手升旗，法國國家管弦樂團和法国广播电台合唱团合唱团演唱奥林匹克会歌。

#### 第十一幕：庄重（Solennité）
按照2016年以来的惯例，现场颁发奥林匹克桂冠奖，联合国难民署难民事务高级专员、意大利外交官菲利普·格兰迪到场接受奖项。巴黎奥组委主席托尼·埃斯唐盖、国际奥委会托马斯·巴赫现场致辞，以法语和英语穿插的形式欢迎各位运动员到来。
法国总统埃马纽埃尔·马克龙现场宣布巴黎奥运会正式开幕。法国代表团旗手梅莉娜·罗贝尔-米雄和弗洛朗·馬納杜、法国柔道队教练克里斯托夫·梅西纳（Christophe Messina）和一名摔跤裁判宣读奧林匹克誓詞。之后的圣火传递仪式，齐达内再次现身，接过了神秘火炬手的火炬，将火炬交给西班牙网球名将、法国网球公开赛14届男单冠军拉斐爾·拿度。在绚烂的灯光秀中，埃菲尔铁塔的奥运五环标志被点亮。

#### 第十二幕：永恒（Éternité）
在马克·塞罗尼迪斯科舞曲《Supernature》的伴随下，纳达尔与另外三位奥运冠军卡尔·刘易斯、塞雷娜·威廉姆斯、纳迪娅·科马内奇登上一艘快艇，沿塞纳河顺流而下。快艇在卢浮宫附近靠岸，四人将火炬交给网球运动员阿梅莉·毛瑞斯莫，圣火传递仪式正式开始。在卢浮宫入口处，阿梅莉将圣火交给了篮球名将托尼·帕克。在卢浮宫入口处的金字塔前，两人和残奥会冠军南特宁·凯塔、亚历克西斯·汉昆特和玛丽-阿梅莉·勒菲尔交接，之后五人继续前进。
五名火炬手穿过卢浮宫钟楼，来到杜樂麗花園，手球运动员米夏埃尔·吉古和阿莉松·皮诺。两人没走几步，其他火炬手陆续现身，包括让-弗朗索瓦·拉穆尔、费莉西娅·巴兰格、弗洛里安·鲁索、埃米莉·勒佩内克、达维德·杜耶、克拉丽丝·阿格贝涅努、阿兰·贝尔纳、洛尔·马诺杜、雷諾·拉維萊涅、劳拉·弗莱塞尔-科洛维奇和夏尔·科斯特，其中夏尔·科斯特是法国最年长的健在奥运冠军，100岁高龄的他坐在轮椅上接受火炬。随后圣火交给最后两棒火炬手特迪·里内和玛丽-若泽·佩雷克，两人来到花园内的一个30米高的热气球，点燃了气球下面的火炬盘，气球缓缓升空，纪念1783年孟格菲兄弟的人类首次氢热气球飞行。
圣火点燃后，席琳·狄翁在埃菲尔铁塔一楼平台处演唱艾迪特·皮雅芙名曲《爱的赞歌》，这是她自2022年12月公开僵人综合征病情以来的首次公开表演。。

## 出席嘉宾
据爱丽舍宫公布的名单，来自130个国家及组织的300名外国嘉宾参加开幕式，其中包括85个国家的元首及政府首脑。

### 主办国
- 法國
  - 总统埃马纽埃尔·马克龙[40]
  - 第一夫人碧姬·馬克宏[40]
  - 总理加布里埃尔·阿塔尔[41]
  - 前法国总统弗朗索瓦·奥朗德[42]
  - 巴黎2024年奥运会与残奥会组织委员会主席托尼·埃斯唐盖[40]
  - 巴黎市长（英语：Mayor of Paris）安妮·伊达尔戈[40]
  - 奥委会主席、國際自行車聯盟主席大卫·拉帕蒂恩（英语：David Lappartient）[41]

### 国际组织
- 國際奧委會
  - 主席托马斯·巴赫[40]
  - 国际足联主席詹尼·因凡蒂诺[43][44]
  - 欧洲奥委会主席斯皮罗斯·卡普拉洛斯（英语：Spyros Capralos）[45]
- 北约秘书长延斯·斯托尔滕贝格[45]
- 欧洲理事会主席夏尔·米歇尔[46]
- 欧盟委员会主席乌尔苏拉·冯德莱恩[46]
- 欧洲中央银行行长克里斯蒂娜·拉加德[47]
- 联合国教育、科学及文化组织总干事奧德蕾·阿祖萊[48]
- 联合国秘书长安东尼奥·古特雷斯[49]
- 國際勞工組織总干事吉尔伯特·洪博（英语：Gilbert Houngbo）[45]

### 政府代表团
- 阿尔巴尼亚总理埃迪·拉马[45]
- 安道尔首相哈維爾·埃斯波特·薩莫拉[45]
- 阿根廷总统哈維爾·米萊[50]
- 亚美尼亚总统瓦哈根·哈恰图良[51]
- 澳大利亚体育部长阿妮卡·韦尔斯（英语：Anika Wells）（总督萨曼莎·莫斯廷代表）[52]
- 奥地利总理卡爾·內哈默[42]
- 比利时国王菲利普、王后瑪蒂爾德[53]
  - 比利时首相亞歷山大·德克羅[42]
- 不丹王子吉杰尔·乌金·旺楚克（英语：Jigyel Ugyen Wangchuck）[54]
- 波斯尼亚和黑塞哥维那主席团主席戴尼斯·贝契罗维奇[45]
- 巴西第一夫人罗桑热拉·达·席尔瓦（英语：Rosângela Lula da Silva）（总统路易斯·伊纳西奥·卢拉·达席尔瓦代表）[55]
  -  体育部长（英语：Ministry of Sports (Brazil)）安德烈·富富卡（英语：André Fufuca）[55]
- 保加利亚总统魯門·拉德夫[45]
- 佛得角总统若泽·马里亚·内维斯[45]
- 喀麦隆总统保罗·比亚[45]
- 加拿大体育部长卡拉·夸尔特罗（英语：Carla Qualtrough）[56]
- 中非共和国体育部长鲁道夫·多能[57]
- 智利总统加夫列尔·博里奇[58]
- 中华人民共和国副主席韩正（国家主席习近平代表）[59]
- 科摩罗总统阿扎利·阿苏马尼
- 哥伦比亚总统古斯塔沃·佩特罗[45]
- 克罗地亚总理安德烈·普蘭科維奇[45]
  -  克罗地亚前总统科琳達·格拉巴爾-基塔羅維奇[45]
- 塞浦路斯总统尼科斯·赫里斯托祖利季斯[60]
- 捷克总理彼得·費亞拉[61]
- 丹麦国王腓特烈十世、王后瑪麗[62]
- 吉布提总统伊斯梅尔·盖莱[63]
- 爱沙尼亚总统阿拉尔·卡里斯[64]
- 埃塞俄比亚总统薩赫勒-沃克·祖德[45]
- 斐济总统维利亚姆·卡托尼韦雷[65]
- 芬兰总统亚历山大·斯图布[66]
- 加蓬过渡总统布里斯·恩圭马[45]
- 格魯吉亞總統萨洛梅·祖拉比什维利[45]
  -  总理伊拉克利·科巴希泽[45]
- 德国总理奥拉夫·朔尔茨[45]
- 希腊总理基里亞科斯·米佐塔基斯[67]
- 几内亚总理乌里·巴（英语：Bah Oury）[45]
- 几内亚比绍总统乌马罗·西索科·恩巴洛[45]
- 香港文化體育及旅遊局局長楊潤雄[68]
- 匈牙利总统舒尤克·道马什[45]
- 冰岛总理布亞尼·本尼迪克特松[45]
- 印尼国防部长、候任总统普拉博沃·苏比延多
- 伊拉克总统阿卜杜勒·拉希德[69]
- 伊拉克库尔德斯坦地区总统（英语：Iraqi Kurdistan）内奇万·巴尔扎尼（英语：Nechirvan Barzani）[70]
- 爱尔兰总理西蒙·哈里斯[71]
- 以色列总统伊萨克·赫尔佐克[72]
- 意大利总统塞尔焦·马塔雷拉[73]
- 科特迪瓦总理罗贝尔·伯格雷·芒贝（英语：Robert Beugré Mambé）
- 日本首相夫人岸田裕子（天皇德仁和內閣總理大臣岸田文雄代表）[45]
- 约旦費薩爾·本·侯賽因王子[54]
- 科索沃总理阿尔宾·库尔蒂[45]
- 吉尔吉斯斯坦总统萨德尔·扎帕罗夫[74]
- 拉脫維亞總統埃德加斯·林克維奇斯[75]
- 黎巴嫩总理納吉布·米卡提[76]
- 利比亚总统委员会主席穆罕默德·門菲[45]
- 列支敦士登公主諾拉[54]
  -  列支敦斯登首相丹尼尔·里施[45]
- 立陶宛总统吉塔納斯·瑙塞達[42]
- 卢森堡大公亨利、大公夫人瑪麗亞·特麗莎[77]
  -  卢森堡首相吕克·弗里登[45]
- 马达加斯加总统安德里·拉乔利纳[45]
- 马尔代夫副总统（英语：Vice President of Maldives）侯赛因·拉蒂夫（英语：Hussain Mohamed Latheef）[78]
- 馬耳他總理罗伯特·阿贝拉[79]
- 墨西哥候任第一先生（英语：First Lady of Mexico）赫苏斯·塔里巴（英语：Jesús María Tarriba）（候任总统克劳迪娅·辛鲍姆代表）
- 毛里塔尼亚总统穆罕默德·乌尔德·加祖瓦尼[45]
- 摩尔多瓦总统瑪雅·桑杜[45]
- 摩纳哥亲王阿尔贝二世、亲王妃夏琳
- 蒙古国总统乌赫那·呼日勒苏赫[80]
- 蒙特內哥羅總統雅科夫·米拉托維奇[45]
  -  蒙特內哥羅總理米洛伊科·斯帕伊奇（英语：Milojko Spajić）[81]
- 摩洛哥首相阿齊茲·阿漢努什（国王穆罕默德六世代表）[82]
- 荷兰国王威廉-亞歷山大、王后马克西玛[83]
  -  公主卡塔里娜-阿马利娅[83]
  -  公主亚历克西娅[83]
  -  荷兰首相迪克·斯霍夫[83]
- 新西兰总督辛迪·基罗[84]
- 尼日尔体育部长（英语：Government of Niger）阿卜杜拉耶·穆罕默德[45]
- 阿曼文化、体育和青年部体育与青年事务副部长巴兹尔·拉瓦斯[85]
- 巴拉圭总统圣地亚哥·培尼亚[72]
- 波兰总统安杰伊·杜达[42]
- 葡萄牙总统馬塞洛·雷貝洛·德索薩[42]
- 卡塔尔埃米尔塔米姆·阿勒薩尼[45]
- 罗马尼亚总统克劳斯·约翰尼斯[86]
- 卢旺达总统保罗·卡加梅[45]
- 圣多美和普林西比总理帕特里斯·特罗瓦达[45]
- 沙特阿拉伯公主瑞玛·班达尔·沙特[54]
- 塞内加尔总统巴西鲁·法耶[87]
- 塞爾維亞總統亞歷山大·武契奇[88]
- 塞拉利昂总统朱利葉斯·馬達·比奧[89]
- 新加坡总统尚达曼[90]
- 斯洛伐克总统彼得·佩列格里尼[91]
- 斯洛文尼亚总统娜塔莎·皮尔茨·穆萨尔[92]
  -  斯洛文尼亚总理罗伯特·戈洛布[42]
- 南非体育、艺术与文化部长（英语：Minister of Sports, Arts and Culture）盖顿·麦肯齐（英语：Gayton McKenzie）[93]
- 西班牙国王費利佩六世、王后萊蒂西亞[45]
- 瑞士總統薇奥拉·阿姆赫德[94]
- 乌克兰总理杰尼斯·什梅加尔（總統弗拉基米尔·泽连斯基代表）[95]
- 首相施紀賢[45]
- 美国第一夫人吉尔·拜登（总统乔·拜登代表）[96]
  -  加州第一夫人（英语：First Lady of California）珍妮佛·西貝爾·紐森（2028年夏季奥林匹克运动会东道主所在州）[96]
  -  洛杉矶市长（英语：Mayor of Los Angeles）凱倫·巴斯（2028年夏季奥林匹克运动会东道主城市）[97]
- 越南文化体育旅游部部长阮文雄[98]

## 相关争议与演出意外

### 现场司仪错报
韩国代表团所乘船舶入场时，现场法语及英语司仪均将其国名错报成“朝鲜民主主义人民共和国”（法語：République populaire démocratique de Corée）而非“大韩民国”（法語：République de Corée），尽管转播字幕条正确显示为“Republic of Korea”。事后国际奥委会向韩方道歉，但道歉声明只有韩文版而无英文版。韩国文化体育观光部第二副部长张美兰已要求国际奥委会就此事安排与巴赫主席的会谈。
7月27日，国际奥委会主席巴赫致电韩国总统尹锡悦，对其表示歉意，尹锡悦表示韩国民众对此等事件感到非常的惊讶和尴尬。国际奥委会随后在官网刊登申明，表示该问题被认定为人为失误。国际奥委会主席巴赫向韩国文化体育观光部部长柳仁村、大韩体育会会长李起兴和韩国代表团团长郑岡铣发送了一封正式信函，对开幕式中的错误表示歉意。

### 將耶穌和門徒表現為非常規性別
第八幕“节庆”誤以為出现了变装皇后身穿奇装异服致敬达芬奇名作《最后的晚餐》，在众多国家的民众、社会名流、以及天主教及基督教群体中引起不满，批评该场面亵渎神灵，嘲讽基督教，激起各国反变装情绪，批评者包括埃隆·马斯克、匈牙利外交官爱德华·哈布斯堡、美国保守派政治家馬可·魯比歐和邁克·約翰遜。前澳大利亚副总理麥克·麥科米克借事件回忆为捍卫法国而死的澳大利亚基督徒。法国极右翼政治人物玛丽昂·马雷夏尔认为场面“不代表法国，而代表左翼少数群体”。此外，片段中出现了儿童同样引起了部分批评。
在开幕式后的新闻发布会上，开幕式导演托马斯·若利解答了外界的疑惑：“我们想把每一个人都容纳进去，就这么简单。在法国，我们享有创作自由和艺术自由。生活在法国这个自由的国度，我们很幸运。我没有什么特别的话想说。在法国，我们是共和国，我们有权利爱我们想要爱的人，我们有不信教的权利，我们在法国有很多权利，这就是我想传达的。”
7月28日，巴黎奥组委发言人在新闻发布会上为上述争议致歉，并表示“这些节目并没有故意冒犯任何宗教或者团体的意图”。

### 多边恋场景
在转播开幕式时，中央电视台将第三幕“自由”中致敬《戏梦巴黎》，展示多邊戀的场景完整呈现，惟解说疑似暂停（解说员为沙桐和梁毅苗），相关话题一度登上新浪微博热搜榜。一些中国大陆网民称赞这些该片段并表示感谢该片段未被官方剪辑。同时该片段在微博上被标记为了“法国版的燃冬”。但也有部分网民质疑主办方是否把LGBTQ主题高度置于体育赛事之上。目前，完整的央视版开幕式回放视频仍然可以看到这一片段对于央视解说的沉默，也有网友表示其他多国解说员亦有沉默等表现。

### 玛丽·安托瓦内特断头场景
第三幕“自由”中，法国演员玛丽娜·维奥蒂扮演了头被砍下的法国皇后玛丽·安托瓦内特，象征玛丽在法国大革命期间的1793年10月16日被斷頭台处决。舆论批评该画面怪诞，美化大革命恐怖时期的暴力行为，批评者包括法国右翼作家、玛丽传记作者让·克里斯托夫·比松、法国君主主义者、玛丽所属哈布斯堡-洛林王朝的后代，以及玛丽丈夫路易十六所属波旁王朝后代。与这一幕相反，在2012年伦敦奥运会开幕式中，有英国女王伊丽莎白二世的场景，外界认为这一幕是向英国王室致敬。针对外界批评，开幕式总导演托马斯·若利表示展示断头玛丽不是“赞颂断头台这个极刑工具”，希望大众不要籍此煽动分裂和仇恨。

### 阿雅·中村的出场
在本次开幕式上，阿雅·中村表演了她的歌曲《Pookie》和《Djadja》。由於她是非裔法國人，一些種族主義者在奧運籌辦過程傳出會讓她演出時，即抗議反對此決定。

### 奥运会旗上下颠倒
在升奥运五环旗的时候，会旗上下颠倒，无法迎风飘扬。

## 收视率
在法国，法国电视二台转播了开幕式，吸引了2207万名观众收看，平均收视高达81.5%。收视率最高点落在晚上9点56分，收视人数达2520万（90.2%），是法国电视史上收视人数第四高的电视节目（排前三的分别是2006年世界杯半决赛和决赛，以及2022年世界杯决赛）。

### 巴黎奧運、殘奧開閉幕禮
- 2024年夏季奥林匹克运动会闭幕禮

### 另外於水上進行的運動會開幕禮
- 2009年東亞運動會開幕典禮 - 香港維多利亞港舉行
- 2010年亞洲運動會開幕典禮 - 廣州珠江舉行